# Urocythereis favosa
Urocythereis favosa is een mosselkreeftjessoort uit de familie van de Hemicytheridae. De wetenschappelijke naam van de soort is voor het eerst geldig gepubliceerd in 1838 door Roemer.